# Territoriale Wehrverwaltung

Organisationsbereiche im Geschäftsbereich des BMVg (Stand: 2011)

Die Territoriale Wehrverwaltung (TerrWV) war neben dem Rüstungsbereich ein Teil der Bundeswehrverwaltung gemäß Art. 87b Grundgesetz und damit einer der beiden zivilen Organisationsbereiche der Bundeswehr.
Bei der Neuausrichtung der Bundeswehr wurde die Bundeswehrverwaltung in die drei neuen zivilen Organisationsbereiche Personal (P), Ausrüstung, Informationstechnik und Nutzung (AIN) und Infrastruktur, Umweltschutz und Dienstleistungen (IUD) gegliedert. Die Aufgaben der Territorialen Wehrverwaltung gingen auf die Bereiche Personal (P) und Infrastruktur, Umweltschutz und Dienstleistungen (IUD) über.

## Aufgaben
Im Gegensatz zum Rüstungsbereich, dessen Schwerpunkt mit dem Bundesamt für Wehrtechnik und Beschaffung vor allem in der Beschaffung militärischer Rüstungsgüter lag, war die Territoriale Wehrverwaltung überwiegend für regionale Aufgaben zuständig, im In- wie auch zunehmend im Ausland. Hierzu gehörten, neben der Versorgung der Truppe mit Verpflegung, Bekleidung (letzteres weitgehend privatisiert) und sonstigen (Beschaffungs-)Dienstleistungen, insbesondere der Betrieb und die Verwaltung der militärisch und zivil genutzten Liegenschaften der Bundeswehr durch die Bundeswehr-Dienstleistungszentren (BwDLZ) (Facilitymanagement) sowie die Ergänzung des Personalbedarfs der Bundeswehr durch die Kreiswehrersatzämter.
Daneben oblagen der Territorialen Wehrverwaltung weitere administrative Aufgaben wie Gehalts-, Entgelt- und Beihilfezahlungen.
Das Tätigkeitsfeld der Territorialen Wehrverwaltung war – vor dem Hintergrund der Haushaltssituation des Bundes – in zunehmender Weise geprägt durch Privatisierungs- bzw. Outsourcingprojekte der Gesellschaft für Entwicklung, Beschaffung und Betrieb (g.e.b.b.) (heute: BwConsulting) und Public-Private-Partnership-Modelle sowie durch die Gründung der Bundesanstalt für Immobilienaufgaben (BImA).

## Gliederung
Der größte Organisationsbereich der Bundeswehrverwaltung unterteilte sich in
- Bundesoberbehörden
  - das Bundesamt für Wehrverwaltung in Bonn
  - die Bundesakademie für Wehrverwaltung und Wehrtechnik in Mannheim
  - das Bundessprachenamt in Hürth
  - die Fachhochschule des Bundes für öffentliche Verwaltung – Fachbereich Bundeswehrverwaltung in Mannheim
- Bundesmittelbehörden
  - die Wehrbereichsverwaltungen (= Auflösung zum 30. Juni 2013)
- Ortsbehörden
  - die Bundeswehr-Dienstleistungszentren
  - die Bundeswehrverwaltungsstellen im Ausland
  - die Kreiswehrersatzämter
  - die Bundeswehrfachschulen
  - das Verpflegungsamt der Bundeswehr in Oldenburg
  - die Bundeswehrverwaltungsschulen (im verwaltungshierarchischen Sinne keine Ortsbehörde, da unmittelbar dem Aus- und Fortbildungsreferat im Bundesministerium der Verteidigung unterstellt.)

Abgesehen von den Bundeswehr-Dienstleistungszentren, dem Verpflegungsamt der Bundeswehr, dem Bundessprachenamt (Wechsel in Organisationsbereich Personal) und der Fachhochschule des Bundes für öffentliche Verwaltung – Fachbereich Bundeswehrverwaltung (Wechsel in den Organisationsbereich Personal) wurden oder werden spätestens bis zum 30. Juni 2013 alle vorgenannten Behörden aufgelöst und durch neue Behörden, teils im neu geschaffenen Organisationsbereich „Personal“ und andererseits im neuen Organisationsbereich „Infrastruktur, Umweltschutz und Dienstleistungen“ ersetzt.